# Scherzo-caprice
Un scherzo-caprice (ou scherzo capriccioso) est une forme musicale comportant un scherzo et un caprice.
Parmi les plus connus : le scherzo-caprice de Antonín Dvořák, le scherzo-caprice de Gabriel Pierné, celui de Benjamin Godard ou le recitativo et scherzo-caprice de Fritz Kreisler.